# 吉甘蒂斯島
67°35′S 62°30′E / 67.583°S 62.500°E
吉甘蒂斯島（英語：Giganteus Island）是南極洲的島嶼，位於麥克羅伯特森地的霍姆灣西部，處於魯克里群島以北，由挪威製圖師根據該國探險隊的空中照片繪入地圖。